# Fight Like a Brave
«Fight Like a Brave» es una canción de la banda estadounidense Red Hot Chili Peppers que forma parte de su álbum de 1987 The Uplift Mofo Party Plan. Es la primera canción del álbum y fue lanzada como sencillo el mismo año. También fue utilizada para la banda sonora del videojuego Tony Hawk's Pro Skater 3.

## Fight Like a Brave single

### 7" sencillo (1987)
- «Fight Like a Brave» (Álbum)
- «Fire» (Previously Unreleased)

### 12" versión 2 (1987)
- «Fight Like a Brave» (Mofo Mix)
- «Fight Like a Brave» (Knucklehead Mix)
- «Fire» (Previously Unreleased)

- Datos: Q2476816